# Гувер, Эрна Шнайдер
Доктор Эрна Шнайдер Гувер (род. 19 июня 1926) — американский математик, получившая известность благодаря изобретению компьютеризированного метода распределения звонков, который, согласно некоторым мнениям, «стал революцией в современной коммуникации». Этот метод позволяет автоматической телефонной станции контролировать уровень загрузки колл-центра и ранжировать звонки по приоритету, что обеспечивает более эффективную работу в часы пикового количества звонков. В Лабораториях Белла, где Гувер проработала более 32 лет, её называют первопроходцем, открывшим женщинам дорогу в сферу компьютерных технологий. Ей принадлежит один из первых патентов на компьютерное программное обеспечение. В 2008 году она стала членом Национального зала славы изобретателей.

## Ранние годы
Гувер родилась 19 июня 1926 года в Эрвингтоне, штат Нью-Джерси, США. Её семья жила в Саут-Ориндж (Нью-Джерси), отец работал стоматологом, а мать — учительницей. У Гувер был младший брат (умер от полиомиелита в пять лет).
Она любила купаться в море, плавать на лодке и байдарке и с ранних лет интересовалась наукой. Согласно одному из источников, она прочитала биографию Марии Кюри и поняла, что, вопреки господствующим в то время идеям о гендерном распределении ролей, может добиться успеха на научном поприще. Гувер училась вколледже Уэллсли, где занималась классической и средневековой философией, а также историей. С отличием окончив колледж в 1948 году, она получила степень бакалавра гуманитарных наук и была принята в элитное общество Фи Бета Каппа и награждена почётным званием «Durant Scholar».

## Работа
С 1951 по 1954 Гувер занимала пост профессора в Суортмор-колледж и преподавала философию и логику. Однако бессрочный контракт на должность ей получить не удалось; согласно некоторым данным, причиной неудачи стал её гендер и семейное положение. В 1953 году она вышла замуж за Чарльза Уилсона Гувера-мл., который очень поддерживал её стремление построить карьеру.
В 1954 году Гувер устроилась в Лаборатории Белла на должность старшего технического сотрудника, а в 1956 получила повышение. Согласно некоторым данным, внутренняя программа подготовки в Лабораториях Белла была «эквивалентна получению степени магистра по информатике». Электронные коммутационные системы тогда вытеснялись системами, основанными на компьютерных технологиях. Но когда за небольшой промежуток времени в колл-центр поступали тысячи телефонных звонков, возникала проблема: малонадёжные электронные реле не выдерживали нагрузки, и вся система зависала.
Используя свои познания в символической логике и теории обратной связи, Гувер перепрограммировала механизм управления колл-центром таким образом, чтобы данные о поступающих звонках могли влиять на работу всей системы. Ранее для того, чтобы контролировать, с какой частотой поступают звонки в тот или иной период времени использовались методы компьютерной электроники. Согласно методу Гувер, процессы ввода-вывода данных теперь рассматривались системой как более приоритетные по сравнению процессами, направленными, например, на записи разговоров или тарификацию. Это позволило компьютеру регулировать поступление звонков в колл-центр, что, в свою очередь, значительно снизило вероятность перегрузки. Такой механизм работы стал известен как контроль с помощью установленной программы.
Согласно некоторым источникам, идея создания такой системы пришла к Гувер, когда она лежала в больнице после рождения второй дочери. Пока она была в отпуске по уходу за ребенком, ей нанесли визит юристы из Лабораторий Белла, занимающиеся регистрацией её патента, чтобы получить подпись. Результатом внедрения её изобретения стало куда более эффективная работа с клиентами во время высокой загрузки:
На мой взгляд, это было здравым решением... Я разработала исполнительную программу, которая позволила справляться с ситуациями, когда звонков было слишком много; теперь система не выходила из строя, а продолжала эффективно работать. По сути, эта программа была разработана, чтобы при повышении нагрузки система перестала разводить руками и выходить в окно.Эрна Шнайдер Гувер, 2008
В ноябре 1971 года Гувер запатентовала своё изобретение, названное «Система мониторинга с обратной связью для обработки данных с помощью установленной программы» (Feedback Control Monitor for Stored Program Data Processing System); её патент, получивший номер 3,623,007, стал одним из первых, регистрировавших право собственности на программное обеспечение. Заявку на него Гувер подала в 1967 году, а сам патент получила через четыре года. Благодаря своему изобретению Гувер стала первой женщиной, занявшей пост руководителя технического отдела в Лабораториях Белла. В 1987 она возглавила отдел операционной поддержки. Даже сейчас, в двадцать первом веке, принципы её изобретения используются в работе телекоммуникационного оборудования.
Гувер работала с различными высокоуровневыми приложениями, например, с программами управления радиолокационной системой противоракетной обороны «Safeguard», предназначенной для перехвата межконтинентальных баллистических ракет. Её отдел занимался разработкой методов искусственного интеллекта, больших баз данных, программ, осуществляющих транзакции, для работы крупных телефонных сетей. Проработав в Лабораториях Белла тридцать два года, в 1987 году Гувер ушла на пенсию. Кроме того, она входила в совет нескольких высших учебных заведений Нью-Джерси. Будучи членом совета попечителей Колледжа Нью-Джерси, она описывалась как энтузиастка, благодаря которой удалось повысить присутствие женщин в университете, а также привлечь в него «наиболее подготовленных выпускников школ» в штате; кроме того, активно призывая власти к финансированию колледжа, она помогла ему повысить престижность.

## Награды
В 2008 году Гувер была официально принята в Национальный зал славы изобретателей. Колледж Уэллсли также присудил своей бывшей студентке награду.